# Catedral basílica de Nuestra Señora de la Asunción (Santiago de Cuba)
La Santa Basílica Metropolitana Iglesia Catedral de Nuestra Señora de la Asunción de Santiago de Cuba y Primada de Cuba o simplemente Catedral de Santiago de Cuba, es el principal y más grande templo católico de Cuba con categoría de Basílica y Catedral Primada, sede de la Arquidiócesis de Santiago de Cuba, la Primada de Cuba. Se encuentra ubicado en el Parque Céspedes en las calles Santo Tomás entre San Basilio y Heredia.

## Historia

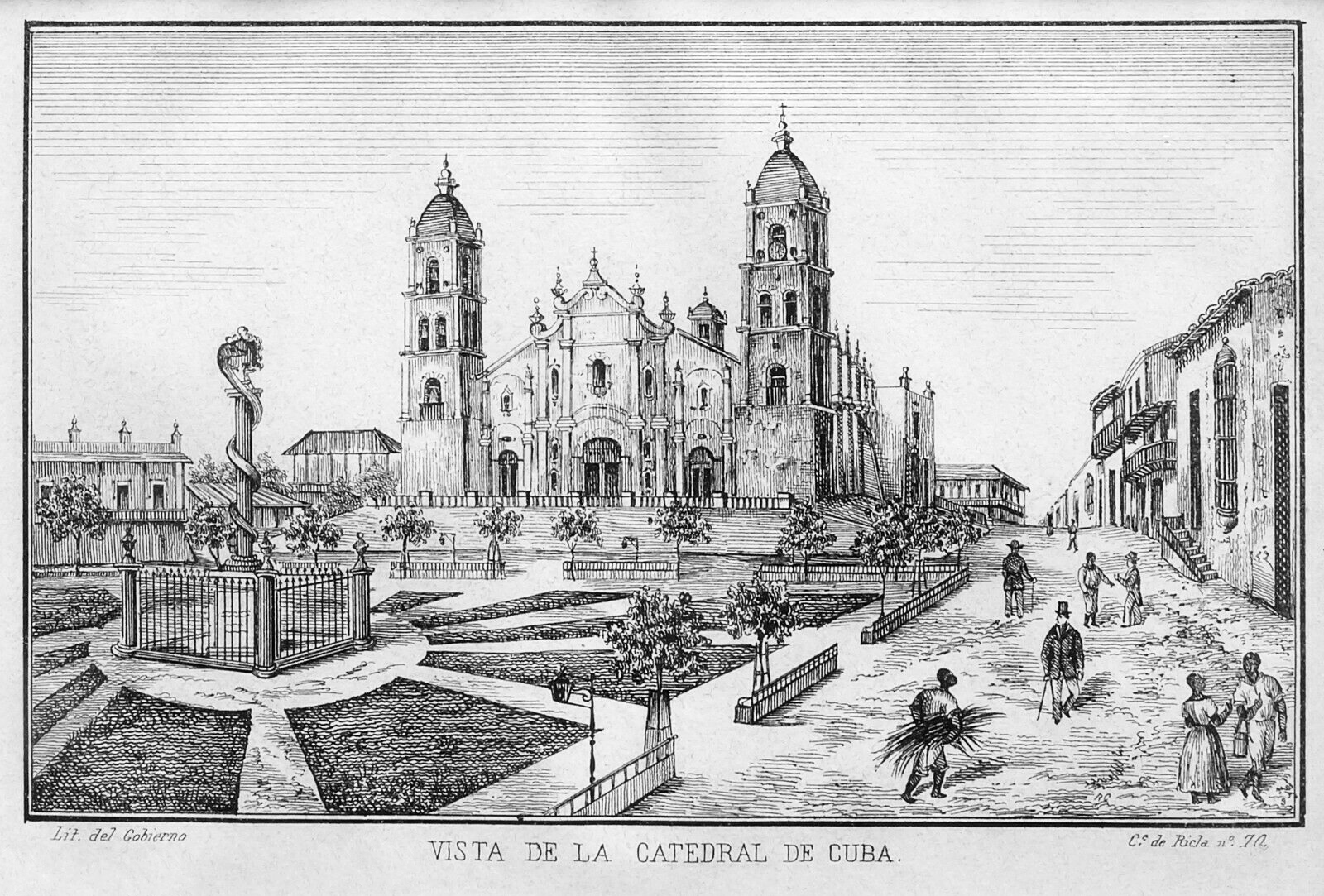
Catedral en 1759

En 1518 se crea la primera diócesis cubana, la Diócesis de Nuestra Señora de la Asunción de Baracoa con sede en Baracoa, pero en 1522 el papa Adriano VI ordenó el traslado de la sede de la diócesis a Santiago de Cuba, y con ella su catedral, y ordenó que se tomase esta ciudad como si desde un primer momento hubiese sido elegida como la sede de la diócesis, motivo por el cual cambió su nomenclatura o patronazgo. Su construcción terminó en 1526, y el traslado oficial se hizo en 1529. En 1524 fue enterrado en este sitio Diego Velázquez de Cuéllar, el colonizador de Cuba, pero no es sabido hasta el día de hoy en qué lugar exactamente. Originalmente su fachada miraba al este, a la bahía de Santiago de Cuba, pero fue destruida completamente en más de una ocasión, por ataques de piratas y terremotos. Fue la Catedral de toda Cuba hasta 1787, cuando se divide el país en dos diócesis. 

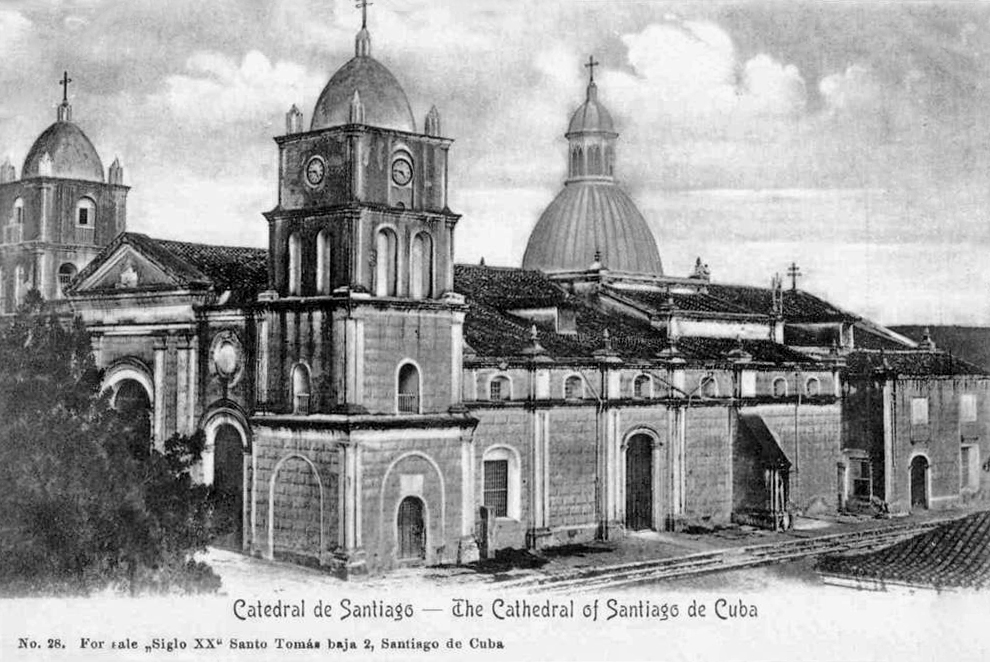
Catedral en 1902

En 1803 se convirtió en la Catedral Metropolitana de Cuba, Puerto Rico y Nueva Orléans-Florida. Actualmente es la Catedral Primada de Cuba, la madre y cabeza de todos los templos de esta nación. La actual catedral data de 1810, -es la cuarta en levantarse en este sitio-. y fue el primer templo en Cuba con Capilla de Música. A principios del siglo XIX fue temporalmente la Catedral Primada de las Indias, cuando Toledo no podía cumplir esta función por estar ocupada por los franceses. En 1882 recibe del Papa León XIII el título de Basílica Menor, una de las primeras en América, y desde 1958 es monumento nacional de Cuba.  

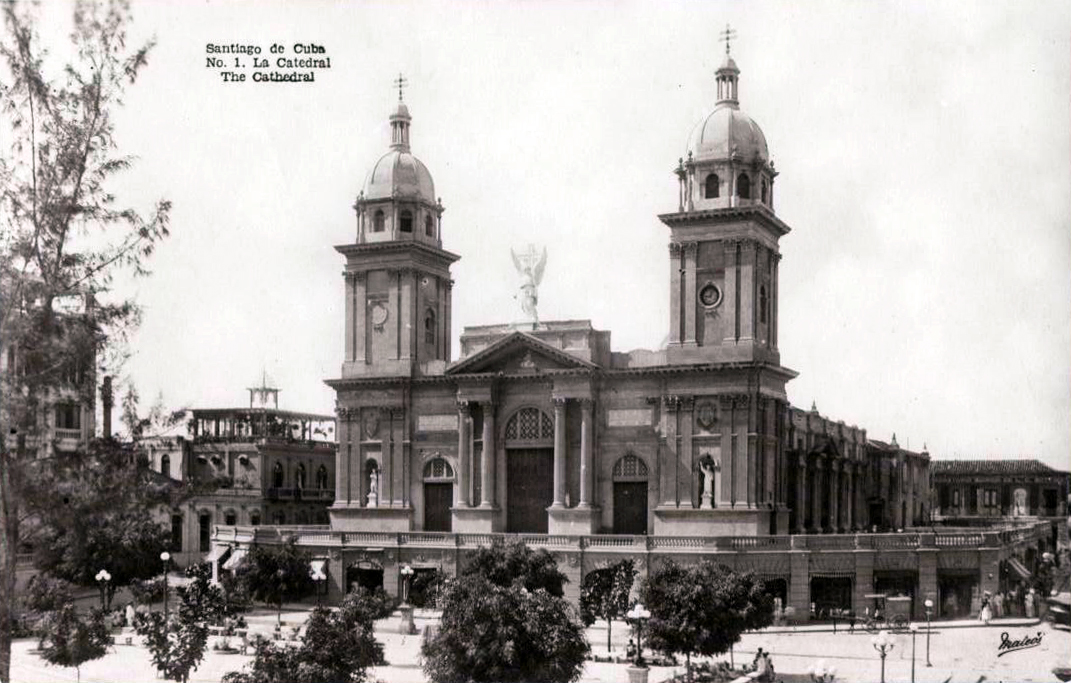
Catedral en 1922

En 1922 cambió su fachada por la actual, que evoca a las basílicas romanas. En 2015 cambió su tradicional color amarillo a gris después de sufrir una reparación capital. Es la sede del único museo de arte religioso del país y la única iglesia en el mundo que se ubica en un segundo piso.
Es el símbolo indudable de Santiago de Cuba. 
La catedral fue visitada por el papa Francisco en 2015.

## Ubicación
El templo está ubicado en el Parque Céspedes, antigua Plaza de Armas de la ciudad, considerado el corazón histórico de la misma. Aunque ocupa una manzana sus entradas principales se encuentran a los costados, en la calle Santo Tomás entre las calles Heredia y San Basilio y en la calle San Pedro entre las calles Heredia y San Basilio.

## Galería

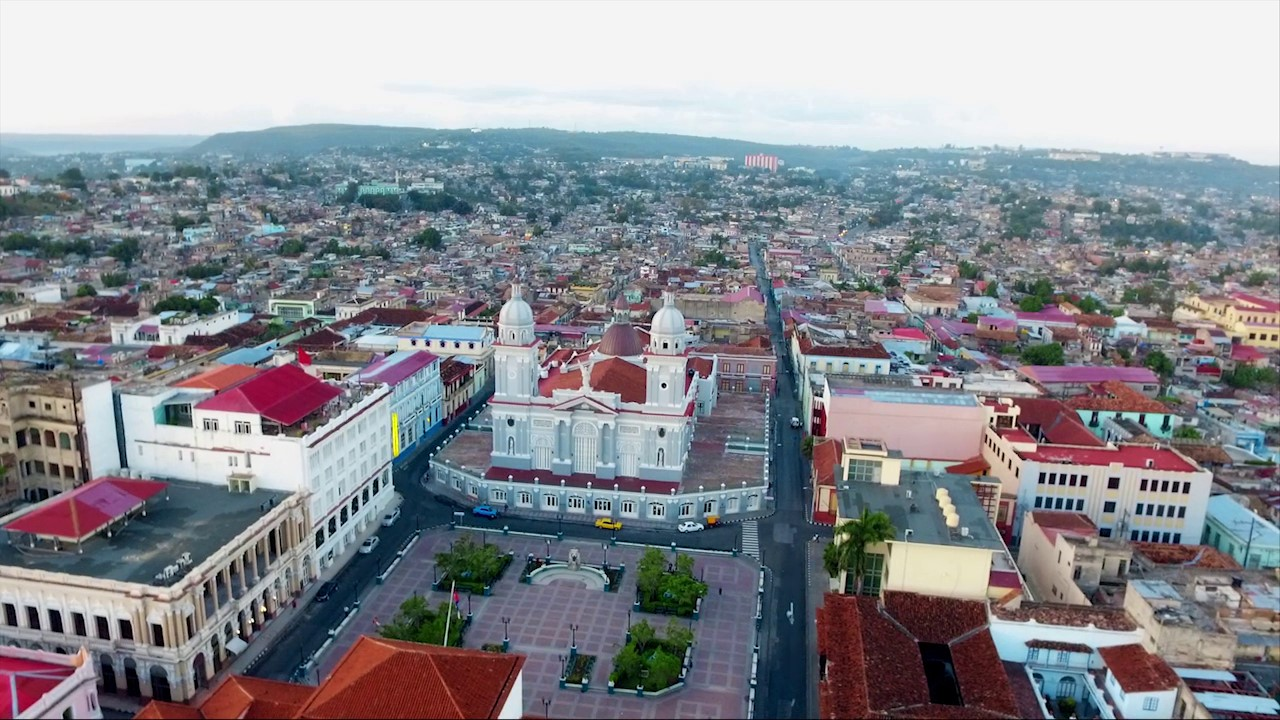
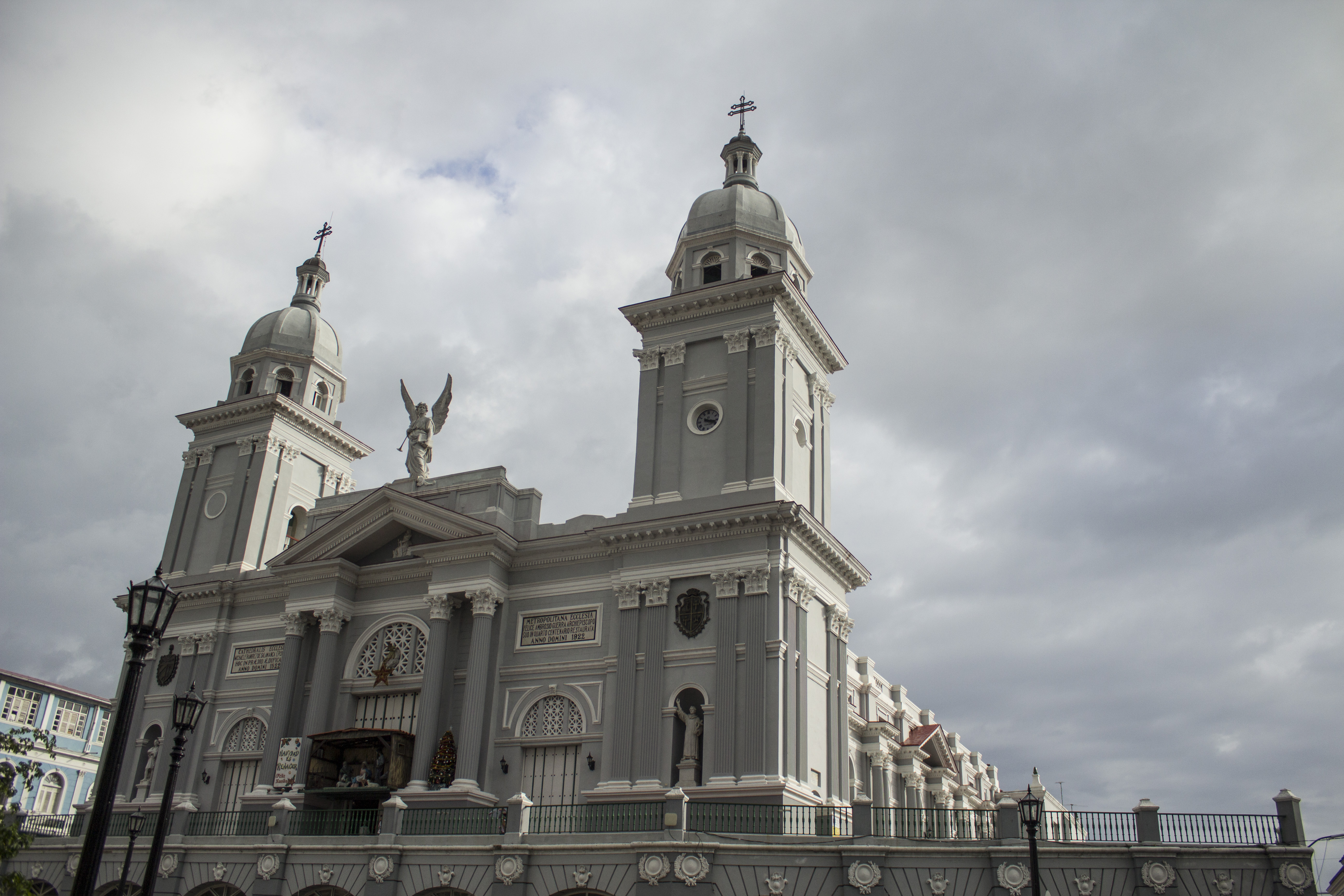
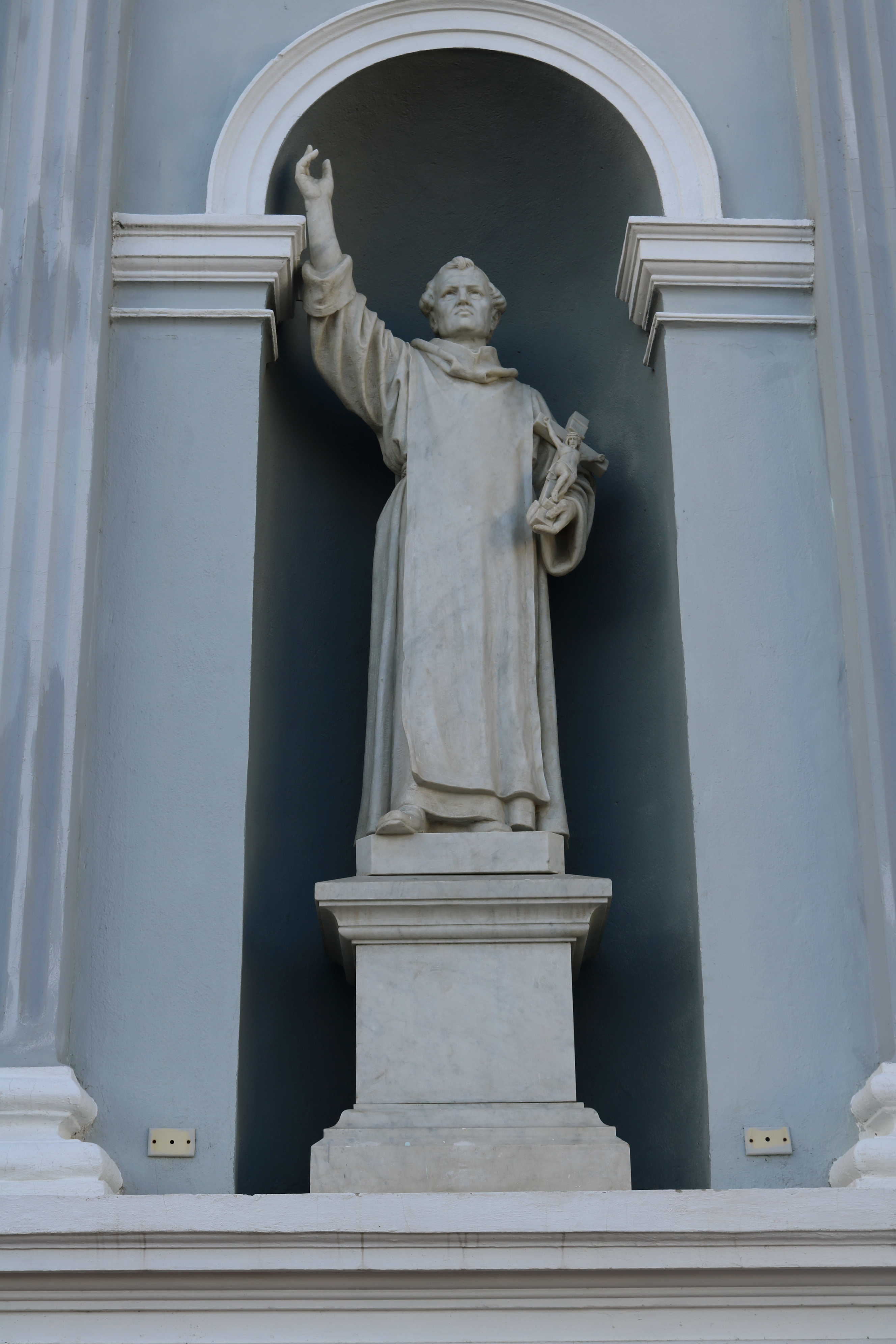
Estatua de Bartolomé de las Casas en la fachada de la Catedral
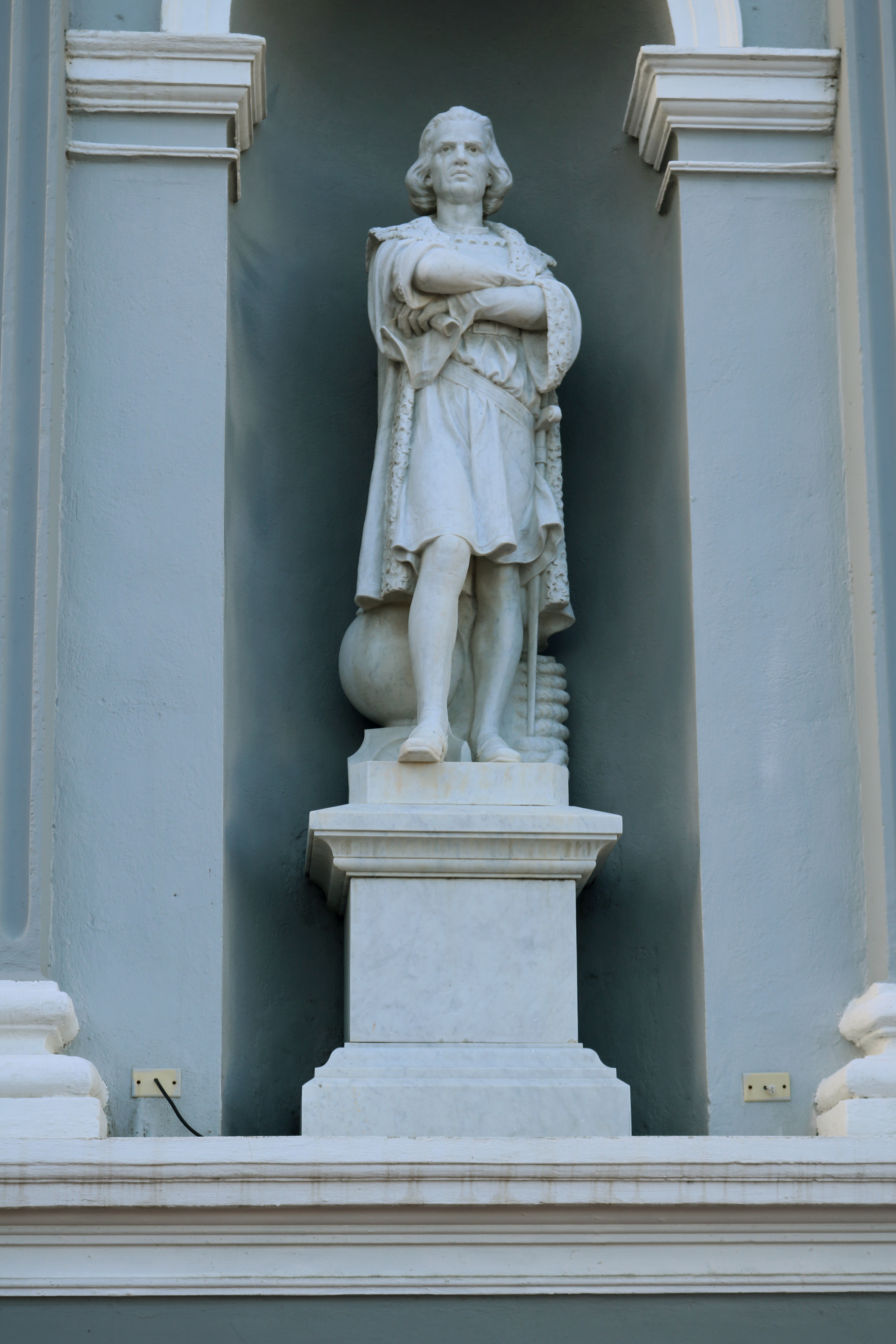
Estatua de Cristóbal Colón en la fachada de la Catedral
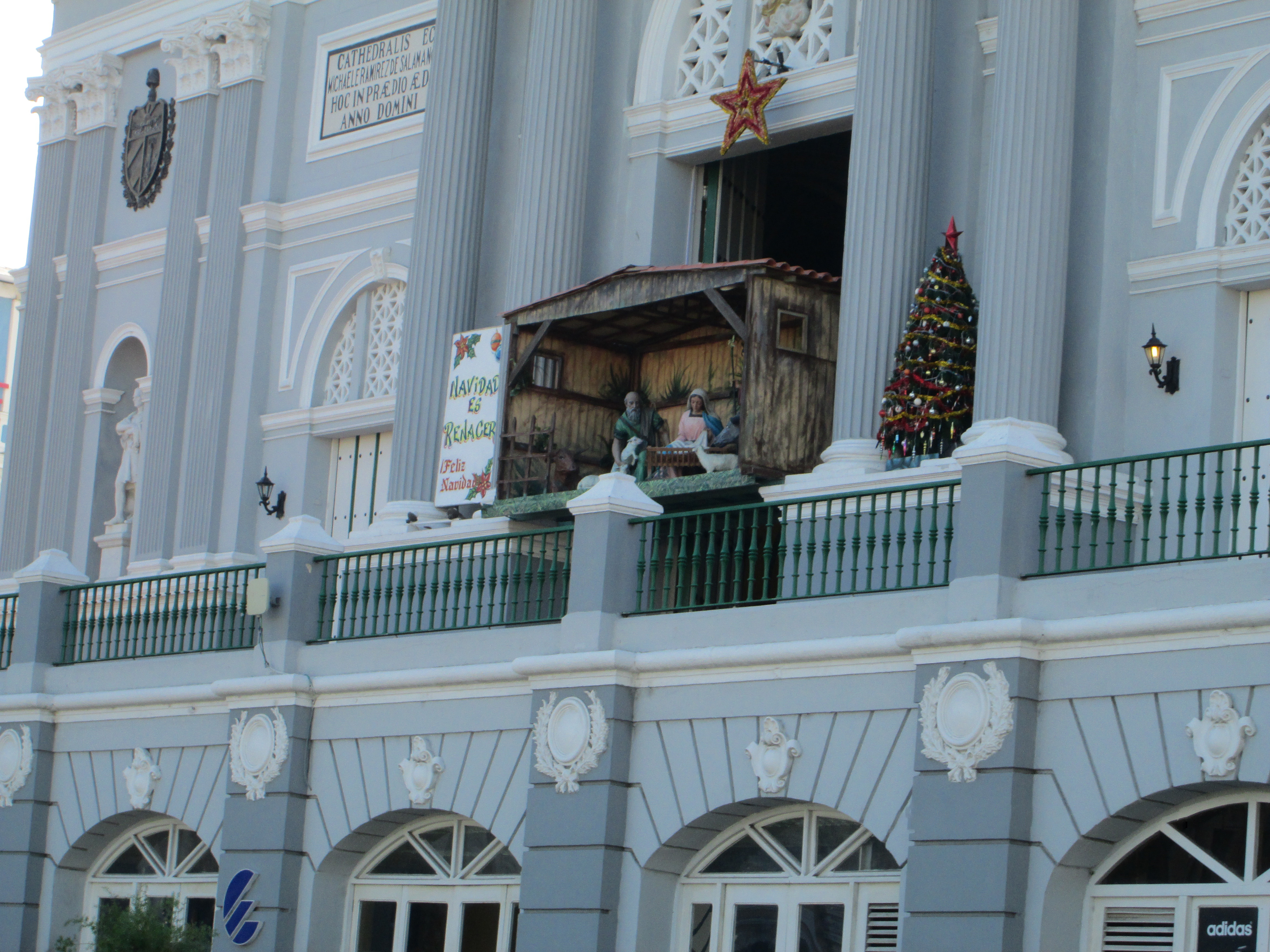
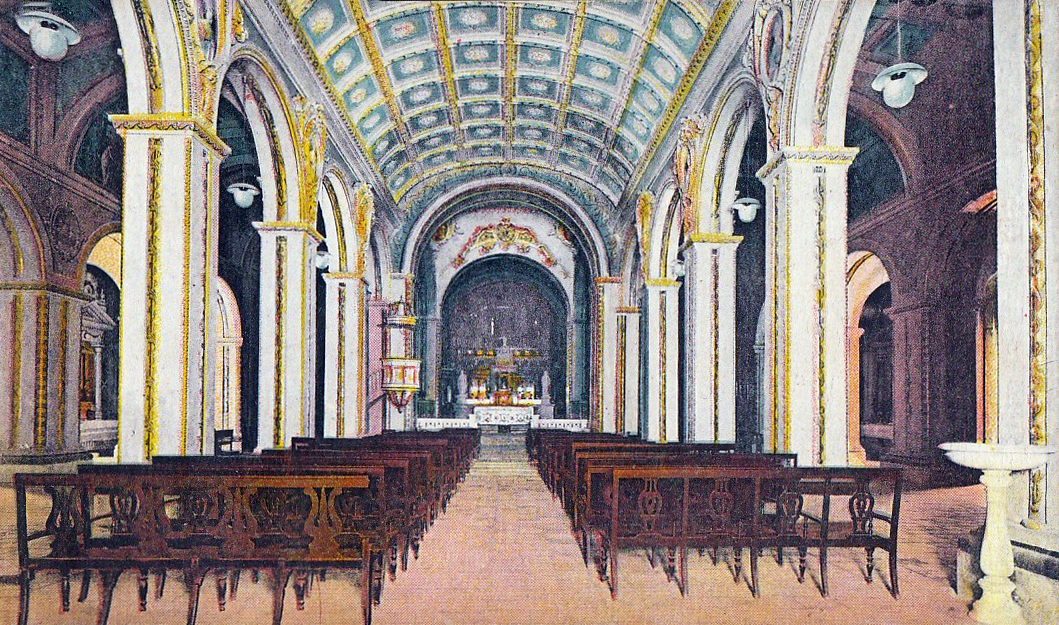
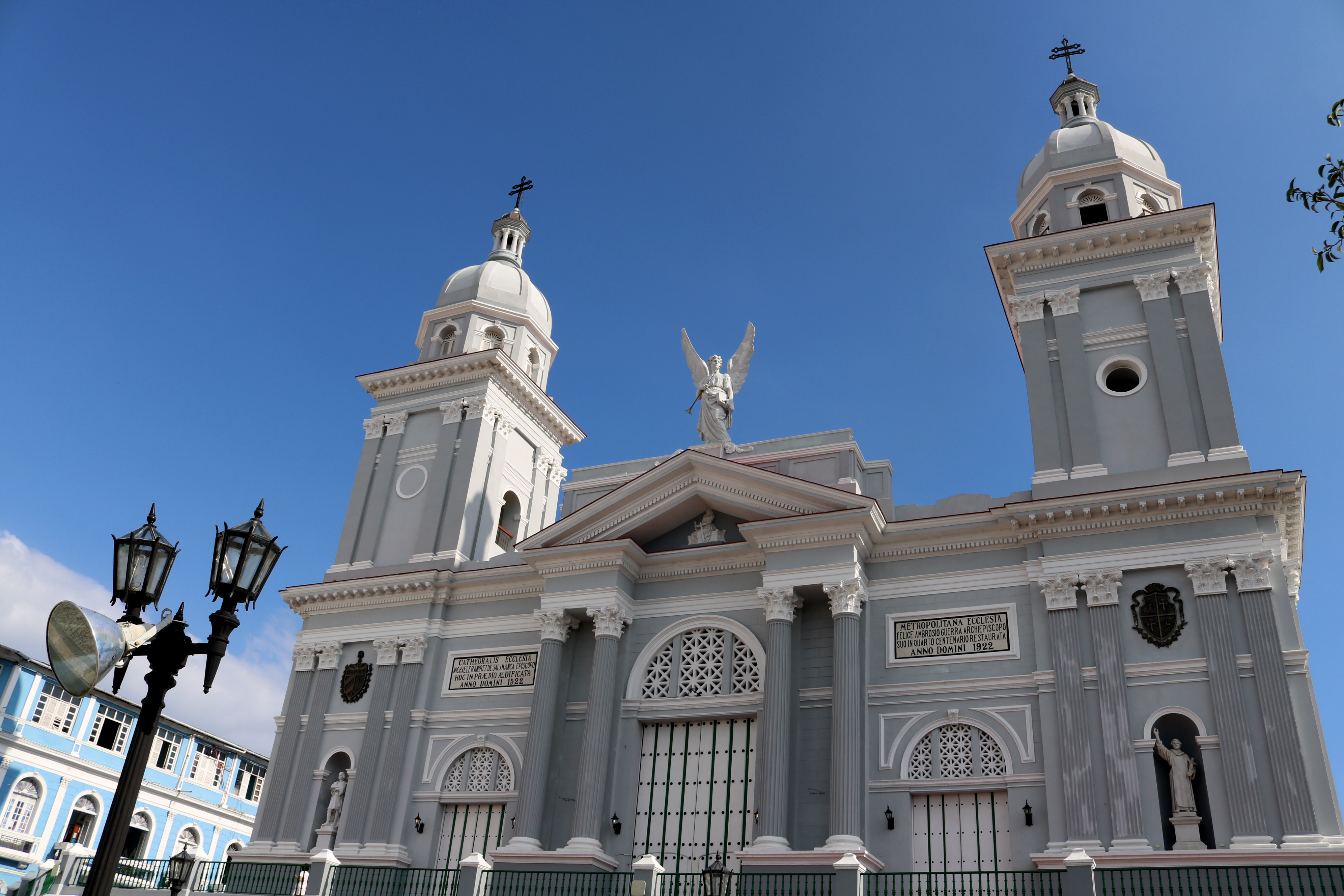
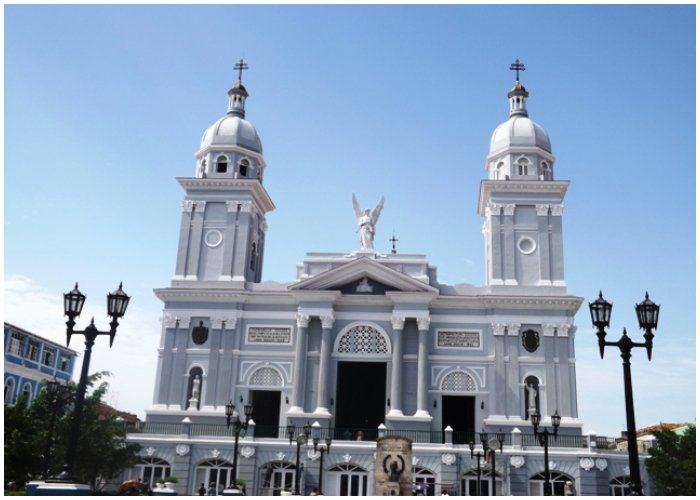
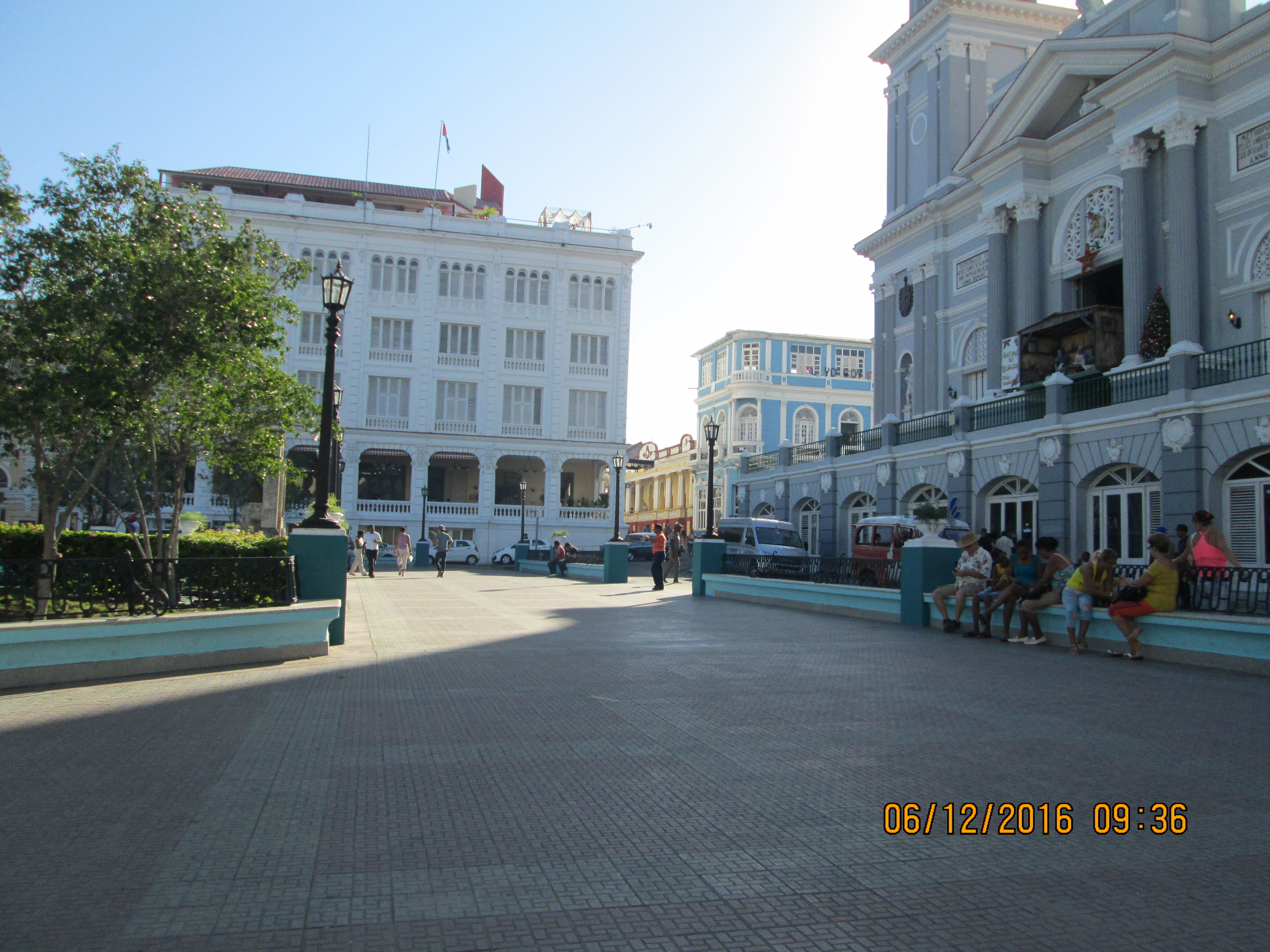